# ایستگاه متروی سادبری تاون
ایستگاه متروی سادبری تاون (انگلیسی: Sudbury Town tube station) (‎/ˈsʌdbri/‎) یکی از ایستگاه‌های خط پیکدیلی متروی لندن است.
این ایستگاه که در منطقه برنت لندن قرار دارد در سال ۱۹۰۳ میلادی تأسیس شده است.